# Nazionale di atletica leggera della Repubblica Democratica del Congo
La nazionale di atletica leggera della Repubblica Democratica del Congo è la rappresentativa della Repubblica Democratica del Congo nelle competizioni internazionali di atletica leggera riservate alle selezioni nazionali.
In passato era conosciuta come nazionale di atletica leggera dello Zaire, quando l'attuale Repubblica Democratica del Congo era denominata Zaire (1971-1997).

## Bilancio nelle competizioni internazionali
La nazionale congolese di atletica leggera vanta 10 partecipazioni ai Giochi olimpici estivi su 29 edizioni disputate, non avendo però conquistato alcuna medaglia.
L'unica medaglia mondiale conquistata dalla nazionale africana è il bronzo vinto dal quattrocentista Gary Kikaya ai Mondiali indoor di Budapest 2004.